# 高遠本線

鉾持棧道を走る国鉄自動車

高遠本線（たかとおほんせん）は、長野県諏訪郡及び上伊那郡において運行されていた旧国鉄自動車路線。国鉄分割民営化後は東日本旅客鉄道ならびにジェイアールバス関東が運行を行っている。

## 概要
高遠本線は主として伊那北駅 - 茅野駅間において運行されていた自動車路線であり、かつては旅客のみならず手小荷物及び貨物輸送も行っていた。昭和61年日本国有鉄道公示第172号によれば、伊那北駅 - 茅野駅間のほか伊那北駅 - 中央病院駅間、入舟駅 - 伊那市駅間、上大島駅 - 笠原駅 - 笠原口駅間、高遠本町駅 - 伊那小原駅 - 大明神駅間、伊那藤沢駅 - 松倉駅間及び関屋橋駅 - 伊那宮原駅間の支線を有し、1983年（昭和58年）4月1日以前は美篶駅 - 蟹沢駅間、1986年（昭和61年）6月10日以前には伊那小原駅 - 上新山駅間にも路線を有した。
昭和8年鉄道省告示第420号省営自動車路線名称及び昭和24年日本国有鉄道公示第31号国鉄自動車路線名称においては北山線及び伊那里線と共に高遠線の部に属したが、1967年（昭和42年）4月10日に北山線が諏訪線の部に移管されたため、以降は伊那里線と共に引続き高遠線の部を形成した。
飯田線伊那北駅と中央本線茅野駅との鉄道短絡路線としての性格を有するほか、地方産業文化の発展助長を使命として国鉄により運行が行われていた。また、沿線の安国寺、蓮華寺、高遠城址公園の桜や杖突峠（晴ヶ峰）からの諏訪湖の眺望が沿線における観光資源として知られた。
本路線の管轄は当初運輸省名古屋鉄道局甲府管理部茅野自動車区が担当していたが、日本国有鉄道名古屋鉄道管理局へと改組を経たのち、同自動車区は自動車事業の分離に伴い、1950年（昭和25年）4月1日国鉄中部地方自動車事務所茅野自動車営業所となり、ついで1954年（昭和29年）7月1日に本所を伊那へと移転し中部地方自動車事務所伊那自動車営業所となった。1968年（昭和43年）2月1日からは中部地方自動車事務所は、中部地方自動車局と改称された。1987年（昭和62年）4月1日からは東日本旅客鉄道、1988年（昭和63年）4月1日からはジェイアールバス関東が高遠線の運行を行っている。
なお2025年（令和7年）現在においては、伊那北駅 - 茅野駅間において路線は維持されており、伊那北駅 - 高遠駅間においては毎日運行が行われているものの、高遠駅 - 茅野駅間においては通常は運行を行っておらず、高遠城址公園さくら祭り等に応じて季節運行が行われるのみとなっている。2022年（令和4年）3月までは高遠駅 - 古屋敷間についてはジェイアールバス関東による自主運行便が伊那市地域公共交通協議会の運行にかかる便とともに存在していたが、同年4月よりジェイアールバス関東による自主運行便は廃止され、以降通常時においては同区間は平日のみ伊那市地域公共交通協議会よりジェイアールバス関東が受託する形で運行が継続されている。

## 歴史

### 概要

#### 開業時の経緯

1959年（昭和34年）頃の乗合自動車が多数発着する茅野駅前

茅野 - 伊那間及び高遠 - 伊那里間における省営自動車路線は、もと1941年（昭和16年）1月22日上伊那郡藤沢村村会議員であった中山角太郎が同村会においてその招致を建議し、同年2月22日同村長の藤木信が名古屋鉄道局長高瀬俊一にこれを請願していたもので、この招致運動はやがて同村のみならず付近各町村の協力を得て、同年6月16日には上伊那郡高遠町長広瀬常雄、同郡長藤村長北原直衛、同郡河南村長湯沢勇蔵、同郡三義村長長原賢信、同郡藤沢村助役伊藤重雄、同郡美和村助役羽場清茂及び同郡藤沢村委員藤沢忠一が名古屋鉄道局を訪れその請願を行ったが、同年12月より大戦勃発のため、この誘致運動は暫時中断の已むなきにいたった。終戦後、誘致運動は再開され、同年12月には第89回帝国議会へ請願書を提出、同月14日に衆議院請願委員会においてその採択を受け、1948年（昭和23年）1月20日に高遠本線茅野駅 - 伊那北駅間及び伊那里線高遠駅 - 伊那里駅間が開業した。往時は各所において省営自動車の進出が、民間の乗合旅客自動車運送事業者との軋轢を生んでおり、当地においても元来伊那 - 高遠間において旅客自動車運送事業を営んでいた伊那自動車がその計画に激しい抵抗姿勢を示していたが、運輸省は沿線住民の請願に応えてこれを強行した。そのため長らく国鉄と伊那自動車との間には不和を生じ、1952年（昭和27年）8月12日には両者間において路線協定が行われたが、これも形式的なものにとどまり、1962年（昭和37年）12月17日の両者協定とこれに続く1963年（昭和38年）1月24日の運輸協定にいたってこの問題はようやく解決を迎えたという。

#### 路線の拡充と輸送の増大
このような経緯により当初伊那 - 高遠間は国鉄と伊那自動車が競合する形となり、一日の運行回数が100回以上に及ぶ乗合自動車過密地帯となった。旅客数も国鉄側で1950年（昭和25年）には一日平均4204人であったのが、1952年（昭和27年）には4743人、1955年（昭和30年）には6608人と順調に推移していた。高遠本線は1951年（昭和26年）2月1日に伊那町駅への乗入れを開始し、1953年（昭和28年）8月15日には伊那町の中央病院へ乗り入れを開始して旅客の便宜を図っている。戦中に北山線の貨物輸送のために開設された名古屋鉄道局茅野自動車区の流れを汲む茅野自動車営業所は、高遠線系統の旅客輸送に主体を転換して、1954年（昭和29年）7月1日に伊那北へ移転し、伊那自動車営業所と改名した。なお、同年5月27日には貨物支線として美篶駅 - 蟹沢駅間における運輸営業が開始されている。1955年（昭和30年）8月5日に高遠本町駅 - 上新山駅間、1959年（昭和34年）10月5日に河南役場前駅 - 大明神駅間、1960年（昭和35年）9月1日には伊那藤沢駅 - 松倉駅間、1961年（昭和36年）8月21日には栗幅駅 - 伊那宮原駅間において旅客運輸営業を開始した。この間も旅客人員は伸長し、1958年（昭和33年）には一日平均7796人、1961年（昭和36年）には9020人、1964年（昭和39年）には9649人の輸送を行っている。高遠線の開業から10年以上を経て、この区間における旅客輸送はいよいよ国鉄側が主体となっていき、伊那自動車との間には先述のとおり1962年（昭和37年）12月17日に両者協定及び1963年（昭和38年）1月24日に運輸協定が締結され、両者間の対立関係は解消されていった。

#### 輸送人員の減少
しかるに昭和30年代以降は殊に上伊那郡東部地域における過疎化が急速に進展し、且つ自家用車の普及も相俟って、高遠線の輸送人員は1964年（昭和39年）を頂点として落ち込みを見せはじめた。1966年（昭和41年）12月13日には合理化のためワンマンカーの運転を開始している。その後も1972年（昭和47年）1月10日に美篶駅 - 南割駅間に新たに支線を設けたが、1969年（昭和44年）6月1日に茅野駅における荷物及び貨物の取扱を廃止し、1976年（昭和51年）2月1日には美篶駅、1982年（昭和57年）10月1日には長藤駅がこれに続いた。1983年（昭和58年）4月1日には高遠線内における荷物及び貨物の取扱は全廃され、美篶駅 - 蟹沢駅間の貨物支線が廃止された。この頃には国鉄における赤字路線は全国的な問題となっており、国鉄末期の1986年（昭和61年）3月25日には中部地方自動車局が伊那自動車管内における5区間総延長21.4キロメートルを廃止する旨を表明、これにより同年6月10日に伊那小原駅 - 上新山駅間の路線が廃止となった。

#### 国鉄分割民営化以降
国鉄分割民営化にあたって日本国有鉄道改革法（昭和61年法律第87号）第19条第1項に規定する基本計画にあたる日本国有鉄道の事業等の引継ぎ並びに権利及び義務の承継等に関する基本計画が1986年（昭和61年）12月20日に告示され、伊那自動車営業所管内の各自動車路線は東日本旅客鉄道の経営に移されることとなった。こうして1987年（昭和62年）4月1日から高遠線は東日本旅客鉄道の自動車路線となり、続いて自動車事業の同社からの分離に伴い、1988年（昭和63年）4月1日からはジェイアールバス関東の自動車路線となっている。

### 年表
- 1941年（昭和16年）
  - 2月22日 - 諏訪郡上諏訪町の布半ホテルにおいて上伊那郡藤沢村長藤木信等が名古屋鉄道局長高瀬俊一に茅野駅より高遠を経由し伊那町駅に至る省営自動車の請願を行う[21]。
  - 6月16日 - 上伊那郡高遠町長広瀬常雄、同郡長藤村長北原直衛、同郡河南村長湯沢勇蔵、同郡三義村長長原賢信、同郡藤沢村助役伊藤重雄、同郡美和村助役羽場清茂及び同郡藤沢村委員藤沢忠一が名古屋鉄道局を訪れ、同地方における省営自動車開通の請願を行う[21]。
- 1945年（昭和20年）12月14日 - 第89回帝国議会衆議院請願委員会において「茅野、伊那北間並高遠、市野間省営自動車運輸開始ノ請願」を採択する[22]。
- 1948年（昭和23年）
  - 1月18日 - 上伊那郡高遠町において高遠線開通式を挙行する[43]。
  - 1月20日 - 高遠本線茅野駅 - 伊那北駅間及び伊那里線高遠駅 - 伊那里駅間において一般運輸営業を開始する[23]。茅野駅、伊那藤沢駅、高遠駅、伊那里駅及び伊那北駅においては一般運輸営業、長藤駅、伊那美駅及び美篶駅においては旅客、到着手荷物、小荷物及び貨物、その他の各駅においては旅客に限り取扱を行い、伊那藤沢駅、高遠駅及び伊那里駅以外の各駅より乗車する旅客に対しては高遠線以外にわたる乗車券の発売を行わない[23]。昭和8年鉄道省告示第420号省営自動車路線名称に高遠線の部を加え、高遠本線茅野駅 - 伊那北駅間、伊那里線高遠駅 - 伊那里駅間及び北山線茅野駅 - 糸萱駅間及び信濃松原駅 - 信濃湯川間の項を加える[44]。
  - 5月1日 - 日本通運が高遠駅、長藤駅、美篶駅及び伊那藤沢駅に営業所を新設する[45]。
  - 10月30日 - 中平駅を長藤役場前駅と改称する[46]。
- 1949年（昭和24年）
  - 5月28日 - 昭和8年鉄道省告示第420号を改正して伊那里線の起点を高遠本町駅に変更し、高遠駅 - 花畑駅間及び高遠本町駅 - 花畑駅間のキロ程を改める[47]。なお高遠駅 - 高遠本町駅間（0.3キロメートル）は高遠本線に属する[48]。
  - 6月1日 - 日本国有鉄道の発足に伴い、昭和8年鉄道省告示第420号省営自動車路線名称を昭和24年日本国有鉄道公示第31号国鉄自動車路線名称に改める[49]。
- 1950年（昭和25年）4月1日 - 名古屋鉄道局甲府管理部茅野自動車区は中部地方自動車事務所茅野自動車営業所となる[7]。
- 1951年（昭和26年）
  - 2月1日 - 高遠本線入舟駅 - 伊那町駅間において運輸営業を開始する[27]。伊那町駅においては一般運輸営業を行い、入舟駅においては旅客に限り取扱を行う[27]。昭和24年日本国有鉄道公示第31号国鉄自動車路線名称を改正し、高遠本線の区間を茅野駅 - 伊那北駅間及び入舟駅 - 伊那町駅間に改める[50]。
  - 11月1日 - 荒町駅 - 長藤駅間に渡沢橋駅、弥勒駅 - 北高遠駅間に的場駅が開業する[51]。新設の駅はいずれも旅客に限り取扱を行う[51]。伊那栗田駅は廃止する[52]。中河原駅、立石駅、荒井駅及び芦沢駅における営業範囲を改正し、旅客のみ取扱う駅となる[53]。
- 1952年（昭和27年）
  - 7月10日 - 伊那町駅における営業範囲を改正し、貨物の取扱を廃止し、旅客、手荷物及び小荷物に限り取扱う駅となる[54]。長藤駅を四日市場駅と改称し、営業範囲を改正して到着手荷物、小荷物及び貨物の取扱を廃止する[55]。ただし、高遠線外にわたる乗車券の発売を行わない[55]。長藤役場前駅を長藤駅と改称し、営業範囲を改正して旅客、到着手荷物、小荷物及び貨物の取扱を開始する[56]。ただし、高遠線以外にわたる乗車券の発売を行わない[56]。北高遠駅を蓮華寺前駅と改称する[57]。
  - 9月1日 - 茅野自動車営業所において一般運輸営業を開始する[58]。
- 1953年（昭和28年）8月15日 - 高遠本線伊那北駅 - 中央病院駅間において運輸営業を開始する[28]。伊那北駅においては一般運輸営業、中央病院駅においては旅客に限り取扱を行う[28]。昭和24年日本国有鉄道公示第31号国鉄自動車路線名称を改正し、高遠本線の区間を茅野駅 - 伊那北駅間、入舟駅 - 伊那町駅間及び伊那北駅 - 中央病院駅間に改める[59]。
- 1954年（昭和29年）
  - 1月28日 - 計量法（昭和26年法律第207号）第173条により茅野自動車営業所、茅野自動車営業所高遠派出所、茅野自動車営業所伊那里派出所、伊那藤沢駅、四日市場駅及び美篶駅を計量器使用事業場に指定する[60]。
  - 5月27日 - 高遠本線美篶駅 - 蟹沢駅間において運輸営業を開始する[30]。美篶駅においては一般運輸営業を行い、蟹沢駅においては車扱貨物の取扱を行う[30]。昭和24年日本国有鉄道公示第31号国鉄自動車路線名称を改正し、高遠本線の区間を茅野駅 - 伊那北駅間、美篶駅 - 蟹沢駅間、入舟駅 - 伊那町駅間及び伊那北駅 - 中央病院駅間に改める[61]。
  - 7月1日 - 中部地方自動車事務所茅野自動車営業所は伊那へ移転し中部地方自動車事務所伊那自動車営業所となる[7][62]。
  - 11月10日 - 伊那町駅を伊那市駅と改称する（ただし、昭和24年日本国有鉄道公示第31号国鉄自動車路線名称中の駅名は1962年（昭和37年）10月10日に改正[63]）[64]。
- 1955年（昭和30年）8月5日 - 高遠本線高遠本町駅 - 上新山駅間において運輸営業を開始する[31]。同区間の駅はいずれも旅客に限り取扱を行う[31]。昭和24年日本国有鉄道公示第31号国鉄自動車路線名称を改正し、高遠本線の区間を茅野駅 - 伊那北駅間、高遠本町駅 - 上新山駅間、美篶駅 - 蟹沢駅間、入舟駅 - 伊那町駅間及び伊那北駅 - 中央病院駅間に改める[65]。
- 1957年（昭和32年）10月1日 - 茅野駅 - 安国寺駅間に上川橋駅、長藤駅 - 弥勒駅間に栗幅駅、上川手駅 - 伊那古町駅間に大宮口駅、伊那小原駅 - 伊那下山田駅間に河南役場前駅が開業する[66]。新設の駅はいずれも旅客に限り取扱を行う[66]。中河原駅、荒井駅、蓮華寺前駅及び日影駅を廃止する[67]。長藤駅における営業範囲を改正し、一般運輸営業を開始する[68]。また、各駅間の営業キロ程を改める[69]。
- 1959年（昭和34年）10月5日 - 高遠本線河南役場前駅 - 大明神駅間において運輸営業を開始する[32]。同区間の駅はいずれも旅客に限り取扱を行う[32]。昭和24年日本国有鉄道公示第31号国鉄自動車路線名称を改正し、高遠本線の区間を茅野駅 - 伊那北駅間、高遠本町駅 - 河南役場前駅 - 大明神駅間、河南役場前駅 - 上新山駅間、美篶駅 - 蟹沢駅間、入舟駅 - 伊那町駅間及び伊那北駅 - 中央病院駅間に改める[70]。
- 1960年（昭和35年）9月1日 - 高遠本線伊那藤沢駅 - 松倉駅間において運輸営業を開始する[33]。伊那藤沢駅においては一般運輸営業を行い、松倉駅においては旅客に限り取扱を行う[33]。昭和24年日本国有鉄道公示第31号国鉄自動車路線名称を改正し、高遠本線の区間を茅野駅 - 伊那北駅間、伊那藤沢駅 - 松倉駅間、高遠本町駅 - 河南役場前駅 - 大明神駅間、河南役場前駅 - 上新山駅間、美篶駅 - 蟹沢駅間、入舟駅 - 伊那町駅間及び伊那北駅 - 中央病院駅間に改める[71]。
- 1961年（昭和36年）8月21日 - 高遠本線栗幅駅 - 伊那宮原駅間において運輸営業を開始する[34]。同区間の駅はいずれも旅客に限り取扱を行う[34]。昭和24年日本国有鉄道公示第31号国鉄自動車路線名称を改正し、高遠本線の区間を茅野駅 - 伊那北駅間、伊那藤沢駅 - 松倉駅間、栗幅駅 - 伊那宮原駅間、高遠本町駅 - 河南役場前駅 - 大明神駅間、河南役場前駅 - 上新山駅間、美篶駅 - 蟹沢駅間、入舟駅 - 伊那町駅間及び伊那北駅 - 中央病院駅間に改める[72]。
- 1962年（昭和37年）10月10日 - 昭和24年日本国有鉄道公示第31号国鉄自動車路線名称を改正し、高遠本線の区間を伊那北駅 - 茅野駅間、伊那北駅 - 中央病院駅間、入舟駅 - 伊那市駅間、美篶駅 - 蟹沢駅間、高遠本町駅 - 河南役場前駅 - 大明神駅間、河南役場前駅 - 上新山駅間、伊那藤沢駅 - 松倉駅間及び栗幅駅 - 伊那宮原駅間に改める[63]。また、各駅間の営業キロ程を改める[73]。
- 1963年（昭和38年）4月1日 - 自動車線共通乗車規則（昭和33年日本国有鉄道公示第78号）を改正し、伊那自動車と伊那北駅 - 高遠駅間及び入舟駅 - 伊那市駅間において普通乗車券を所持する旅客に限り共通乗車の取扱を開始する[74]。
- 1964年（昭和39年）5月1日 - 河南役場前駅を河南学校前駅と改称する[75]。
- 1965年（昭和40年）9月1日 - 高遠本町駅 - 河南学校前駅間に相生町駅が開業する[76]。同駅においては旅客に限り取扱を行う[76]。伊那小原駅は廃止する[77]。
- 1966年（昭和41年）12月13日 - 高遠線においてワンマンカーの運転を開始する[36]。
- 1967年（昭和42年）5月20日 - 長藤駅における営業範囲を改正し、旅客、到着手荷物、小荷物及び貨物を取扱う駅となる[78]。
- 1968年（昭和43年）
  - 2月1日 - 中部地方自動車事務所を中部地方自動車局と改称する[10]。
  - 10月1日 - 西和手駅を西勝間駅、勝間駅を原勝間駅と改称する[79]。
- 1969年（昭和44年）
  - 3月11日 - 栗幅駅 - 長藤駅間に関屋橋駅が開業する[80]。同駅においては旅客に限り取扱を行う[80]。昭和24年日本国有鉄道公示第31号国鉄自動車路線名称を改正し、高遠本線の区間を伊那北駅 - 茅野駅間、伊那北駅 - 中央病院駅間、入舟駅 - 伊那市駅間、美篶駅 - 蟹沢駅間、高遠本町駅 - 河南役場前駅 - 大明神駅間、河南役場前駅 - 上新山駅間、伊那藤沢駅 - 松倉駅間及び関屋橋駅 - 伊那宮原駅間に改める[81]。
  - 6月1日 - 茅野駅における営業範囲を改正し、旅客に限り取扱う駅となる[38]。
- 1971年（昭和46年）3月7日 - 昭和24年日本国有鉄道公示第31号国鉄自動車路線名称を改正し、高遠本線の区間を伊那北駅 - 茅野駅間、伊那北駅 - 中央病院駅間、入舟駅 - 伊那市駅、美篶駅 - 蟹沢駅間、高遠本町駅 - 河南役場前駅 - 大明神駅間、河南役場前駅 - 上新山駅間、伊那藤沢駅 - 松倉駅間及び関屋橋駅 - 伊那宮原駅間に改める[82]。
- 1972年（昭和47年）
  - 1月10日 - 高遠本線美篶駅 - 南割駅間において運輸営業を開始する[37]。同区間の駅はいずれも旅客に限り取扱を行う[37]。昭和24年日本国有鉄道公示第31号国鉄自動車路線名称を改正し、高遠本線の区間を伊那北駅 - 茅野駅間、伊那北駅 - 中央病院駅間、入舟駅 - 伊那市駅、美篶駅 - 笠原駅 - 南割駅間、美篶駅 - 蟹沢駅間、高遠本町駅 - 河南役場前駅 - 大明神駅間、河南役場前駅 - 上新山駅間、伊那藤沢駅 - 松倉駅間及び関屋橋駅 - 伊那宮原駅間に改める[83]。
  - 6月1日 - 伊那市駅における営業範囲を改正し、旅客に限り取扱う駅となる[84]。
- 1974年（昭和49年）
  - 8月1日 - 自動車営業所において運輸営業の取扱いをすることについて（昭和27年日本国有鉄道公示第280号）を廃止し、伊那自動車営業所においては一般運輸営業の取扱を行う旨を新たに定める[85]。
  - 10月1日 - 各駅の営業範囲を改正し、伊那北駅、伊那藤沢駅、高遠駅、伊那里駅、美篶駅及び伊那美和駅は旅客、荷物及び車扱貨物（鉄道線にまたがるものに限る）、長藤駅は旅客、荷物（手荷物は到着に限る）及び車扱貨物（鉄道線にまたがるものに限る）を取扱う駅となる[86]。
- 1975年（昭和50年）11月15日 - 伊那古町駅 - 大宮口駅間に新子駅、美篶駅 - 南割駅間に上大島駅が開業する[87]。新設の駅はいずれも旅客に限り取扱を行う[87]。昭和24年日本国有鉄道公示第31号国鉄自動車路線名称を改正し、高遠本線の区間を伊那北駅 - 茅野駅間、伊那北駅 - 中央病院駅間、入舟駅 - 伊那市駅、上大島駅 - 笠原駅 - 南割駅間、美篶駅 - 蟹沢駅間、高遠本町駅 - 河南学校前駅 - 大明神駅間、河南学校前駅 - 上新山駅間、伊那藤沢駅 - 松倉駅間及び関屋橋駅 - 伊那宮原駅間に改める[88]。
- 1976年（昭和51年）2月1日 - 美篶駅における営業範囲を改正し、旅客に限り取扱う駅となる[39]。
- 1981年（昭和56年）11月13日 - 昭和24年日本国有鉄道公示第31号国鉄自動車路線名称を改正し、高遠本線の区間を伊那北駅 - 茅野駅間、伊那北駅 - 中央病院駅間、入舟駅 - 伊那市駅、上大島駅 - 笠原駅 - 笠原口駅間、美篶駅 - 蟹沢駅間、高遠本町駅 - 河南学校前駅 - 大明神駅間、河南学校前駅 - 上新山駅間、伊那藤沢駅 - 松倉駅間及び関屋橋駅 - 伊那宮原駅間に改める[89]。
- 1982年（昭和57年）10月1日 - 長藤駅における営業範囲を改正し、旅客に限り取扱う駅となる[40]。
- 1983年（昭和58年）4月1日 - 高遠本線伊那北駅 - 茅野駅及び美篶駅 - 蟹沢駅間における一般路線貨物自動車運送事業を廃止する[3]。伊那北駅、伊那藤沢駅、高遠駅、伊那里駅及び伊那美和駅における営業範囲を改正し、いずれも旅客に限り取扱う駅となる[90]。昭和24年日本国有鉄道公示第31号国鉄自動車路線名称を改正し、高遠本線の区間を伊那北駅 - 茅野駅間、伊那北駅 - 中央病院駅間、入舟駅 - 伊那市駅、上大島駅 - 笠原駅 - 笠原口駅間、高遠本町駅 - 河南学校前駅 - 大明神駅間、河南学校前駅 - 上新山駅間、伊那藤沢駅 - 松倉駅間及び関屋橋駅 - 伊那宮原駅間に改める[91]。
- 1985年（昭和60年）12月20日 - 昭和24年日本国有鉄道公示第31号国鉄自動車路線名称を改正し、高遠本線の区間を伊那北駅 - 茅野駅間、伊那北駅 - 中央病院駅間、入舟駅 - 伊那市駅、上大島駅 - 笠原駅 - 笠原口駅間、高遠本町駅 - 伊那小原駅 - 大明神駅間、伊那小原駅 - 上新山駅間、伊那藤沢駅 - 松倉駅間及び関屋橋駅 - 伊那宮原駅間に改める[92]。
- 1986年（昭和61年）
  - 3月25日 - 中部地方自動車局が伊那自動車営業所管轄区間の5区間総延長21.4キロメートルを廃止する旨を表明する[41]。
  - 4月 - 高遠駅の新駅舎が完成する[93]。
  - 6月10日 - 高遠本線伊那小原駅 - 上新山駅間における一般乗合旅客自動車運送事業を廃止する[4]。昭和24年日本国有鉄道公示第31号国鉄自動車路線名称を改正し、高遠本線の区間を伊那北駅 - 茅野駅間、伊那北駅 - 中央病院駅間、入舟駅 - 伊那市駅、上大島駅 - 笠原駅 - 笠原口駅間、高遠本町駅 - 伊那小原駅 - 大明神駅間、伊那藤沢駅 - 松倉駅間及び関屋橋駅 - 伊那宮原駅間に改める[94]。
  - 11月1日 -  自動車営業所において運輸営業の取扱いをすることについて（昭和49年日本国有鉄道公示第115号）を廃止する[95]。
  - 12月11日 - 昭和24年日本国有鉄道公示第31号国鉄自動車路線名称を全部改正し、高遠本線の区間を伊那北駅 - 茅野駅間、伊那北駅 - 中央病院駅間、入舟駅 - 伊那市駅間、上大島駅 - 笠原駅 - 笠原口駅間、高遠本町駅 - 伊那小原駅 - 大明神駅間、伊那藤沢駅 - 松倉駅間及び関屋橋駅 - 伊那宮原駅間に改める[2]。
  - 12月20日 - 日本国有鉄道改革法（昭和61年法律第87号）第19条第1項に規定する基本計画として日本国有鉄道の事業等の引継ぎ並びに権利及び義務の承継等に関する基本計画を告示し、東日本旅客鉄道は伊那自動車営業所の管轄する自動車路線を承継する旨を定める[42]。
- 1987年（昭和62年）4月1日 - 国鉄分割民営化により東日本旅客鉄道が発足し、高遠線を含む伊那自動車営業所の管轄自動車路線を継承する[42][11]。
- 1988年（昭和63年）4月1日 - ジェイアールバス関東が東日本旅客鉄道の関東上信地方における自動車路線を継承する[12]。
- 1993年（平成5年）10月 - 高遠線伊那藤沢 - 茅野間の休廃止計画を策定する[96][97]。
- 2021年（令和3年）4月1日 - 高遠線の伊那市駅停留所を廃止する[98][99]。
- 2022年（令和4年）4月1日 - 高遠駅を無人化する[100]。高遠駅 - 古屋敷駅間における通常便は、全部伊那市地域公共交通協議会の運行便となる[18][19][20]。

## 駅一覧

『鉄道辞典 下巻』（日本国有鉄道編、1958年（昭和33年）3月）より高遠線略図。この図には伊那里線と北山線を含む。

以下の駅一覧に用いる区間表記は昭和61年日本国有鉄道公示第172号により、廃止区間については廃止時における昭和24年日本国有鉄道公示第31号の表記に基づく。なお、駅所在地等の事項については、その自動車駅が開業した当時の告示ないし公示の表記による。一般に国鉄自動車線には停車場（駅）の他に旅客取扱を行う乗降場を設けている場合があるが、下記の表に乗降場は含めていない。
| 駅名     | 訓               | 所在地                         | 備考 |
| -------- | ---------------- | ------------------------------ | --- |
| 伊那北   | いなきた         | 飯田線既設停車場               | 飯田線既設停車場                                                                                        |
| 入舟     | いりふね         | 長野県上伊那郡伊那町大字入舟町 | 1948年（昭和23年）1月20日開業                                                                           |
| 伊那古町 | いなふるまち     | 長野県上伊那郡伊那町大字古町   | 1948年（昭和23年）1月20日開業                                                                           |
| 新子     | によし           | 長野県伊那市大字伊那部         | 1975年（昭和50年）11月15日開業                                                                          |
| 日影     | ひかげ           | 長野県上伊那郡伊那町大字伊那部 | 1948年（昭和23年）1月20日開業、1957年（昭和32年）10月1日廃止                                            |
| 大宮口   | おおみやぐち     | 長野県伊那市伊那               | 1957年（昭和32年）10月1日開業                                                                           |
| 上川手   | かみかわて       | 長野県上伊那郡美篶村大字上川手 | 1948年（昭和23年）1月20日開業                                                                           |
| 下県     | しもがた         | 記載なし                       | 1962年（昭和37年）10月10日以前に開業                                                                    |
| 美篶     | みすず           | 長野県上伊那郡美篶村大字末広   | 1948年（昭和23年）1月20日開業                                                                           |
| 上大島   | かみおおしま     | 長野県伊那市大字美篶           | 1975年（昭和50年）11月15日開業                                                                          |
| 南割     | みなみわり       | 記載なし                       | 1962年（昭和37年）10月10日以前に開業                                                                    |
| 芦沢     | あしざわ         | 長野県上伊那郡美篶村大字芦沢   | 1948年（昭和23年）1月20日開業                                                                           |
| 高遠     | たかとお         | 長野県上伊那郡高遠町大字西高遠 | 1948年（昭和23年）1月20日開業                                                                           |
| 高遠本町 | たかとおほんまち | 記載なし                       | 1949年（昭和24年）5月28日伊那里線の起点に変更（高遠 - 高遠本町間は高遠本線に所属）                      |
| 蓮華寺前 | れんげじまえ     | 長野県上伊那郡高遠町大字西高遠 | 1948年（昭和23年）1月20日北高遠として開業、1952年（昭和27年）7月10日改称、1957年（昭和32年）10月1日廃止 |
| 的場     | まとば           | 長野県上伊那郡長藤村字的場     | 1951年（昭和26年）11月1日開業                                                                           |
| 弥勒     | みろく           | 長野県上伊那郡長藤村           | 1948年（昭和23年）1月20日開業                                                                           |
| 栗幅     | くりはば         | 長野県上伊那郡長藤村           | 1957年（昭和32年）10月1日開業                                                                           |
| 関屋橋   | せきやばし       | 長野県上伊那郡高遠町大字長藤   | 1969年（昭和44年）3月11日開業                                                                           |
| 長藤     | おさふじ         | 長野県上伊那郡長藤村           | 1948年（昭和23年）1月20日中平として開業、同年10月30日長藤役場前と改称、1952年（昭和27年）7月10日改称    |
| 塩供     | しおく           | 記載なし                       | 1957年（昭和32年）10月1日以前に開業                                                                     |
| 四日市場 | よっかいちば     | 長野県上伊那郡長藤村           | 1948年（昭和23年）1月20日長藤として開業、1952年（昭和27年）7月10日改称                                  |
| 伊那栗田 | いなくりた       | 長野県上伊那郡長藤村           | 1948年（昭和23年）1月20日開業、1951年（昭和26年）11月1日廃止                                            |
| 渡沢橋   | わたりざわばし   | 長野県上伊那郡藤沢村大字台     | 1951年（昭和26年）11月1日開業                                                                           |
| 荒町     | あらまち         | 長野県上伊那郡藤沢村           | 1948年（昭和23年）1月20日開業                                                                           |
| 水上     | みずかみ         | 長野県上伊那郡藤沢村           | 1948年（昭和23年）1月20日開業                                                                           |
| 伊那藤沢 | いなふじさわ     | 長野県上伊那郡藤沢村           | 1948年（昭和23年）1月20日開業                                                                           |
| 片倉     | かたくら         | 長野県上伊那郡藤沢村           | 1948年（昭和23年）1月20日開業                                                                           |
| 古屋敷   | ふるやしき       | 長野県上伊那郡藤沢村           | 1948年（昭和23年）1月20日開業                                                                           |
| 立石     | たていし         | 記載なし                       | 1951年（昭和26年）11月1日以前に開業                                                                     |
| 杖突峠   | つえつきとおげ   | 長野県諏訪郡宮川村             | 1948年（昭和23年）1月20日開業                                                                           |
| 晴ヶ峰下 | はるがみねした   | 長野県諏訪郡宮川村大字安国寺   | 1948年（昭和23年）1月20日開業                                                                           |
| 宮川口   | みやかわぐち     | 長野県諏訪郡宮川村大字安国寺   | 1948年（昭和23年）1月20日開業                                                                           |
| 安国寺   | あんこくじ       | 長野県諏訪郡宮川村大字安国寺   | 1948年（昭和23年）1月20日開業                                                                           |
| 上川橋   | かみかわばし     | 長野県諏訪郡茅野町大字宮川     | 1957年（昭和32年）10月1日開業                                                                           |
| 茅野     | ちの             | 中央本線既設停車場             | 中央本線既設停車場                                                                                      |

| 駅名     | 訓                   | 所在地                       | 備考                          |
| -------- | -------------------- | ---------------------------- | ----------------------------- |
| 伊那北   | いなきた             | 飯田線既設停車場             | 飯田線既設停車場              |
| 中央病院 | ちゅうおうびょういん | 長野県上伊那郡伊那町大字伊那 | 1953年（昭和28年）8月15日開業 |

| 駅名   | 訓       | 所在地             | 備考                                                               |
| ------ | -------- | ------------------ | ------------------------------------------------------------------ |
| 入舟   | いりふね | 高遠本線既設停車場 | 高遠本線既設停車場                                                 |
| 伊那市 | いなし   | 飯田線既設停車場   | 飯田線既設停車場（ただし1954年（昭和29年）11月10日伊那町から改称） |

| 駅名   | 訓           | 所在地               | 備考                                                                |
| ------ | ------------ | -------------------- | ------------------------------------------------------------------- |
| 美篶   | みすず       | 高遠本線既設停車場   | 高遠本線既設停車場、1975年（昭和50年）11月15日 より同区間に含まない |
| 上大島 | かみおおしま | 長野県伊那市大字美篶 | 1975年（昭和50年）11月15日起点変更                                  |
| 馬場   | ばんば       | 長野県伊那市大字美篶 | 1972年（昭和47年）1月10日開業                                       |
| 笠原   | かさはら     | 長野県伊那市大字美篶 | 1972年（昭和47年）1月10日開業                                       |
| 南割   | みなみわり   | 既設停車場           | 高遠本線既設停車場、1981年（昭和56年）11月13日より同区間に含まない  |
| 笠原口 | かさはらぐち | 記載なし             | 1981年（昭和56年）11月13日終点変更                                  |

| 駅名       | 訓               | 所在地                       | 備考                                                                     |
| ---------- | ---------------- | ---------------------------- | ------------------------------------------------------------------------ |
| 高遠本町   | たかとおほんまち | 高遠本線既設停車場           | 高遠本線既設停車場                                                       |
| 伊那小原   | いなおはら       | 長野県上伊那郡河南村大字小原 | 1985年（昭和60年）12月20日より中継点に追加                               |
| 河南役場前 | かなみやくばまえ | 高遠本線既設停車場           | 高遠本線既設停車場                                                       |
| 西勝間     | にしかつま       | 長野県上伊那郡河南村大字勝間 | 1959年（昭和34年）10月5日西和手として開業、1968年（昭和43年）10月1日改称 |
| 原勝間     | はらかつま       | 長野県上伊那郡河南村大字勝間 | 1959年（昭和34年）10月5日勝間として開業、1968年（昭和43年）10月1日改称   |
| 大明神     | だいみょうじん   | 伊那里線既設停車場           | 伊那里線既設停車場                                                       |

| 駅名     | 訓           | 所在地                       | 備考                         |
| -------- | ------------ | ---------------------------- | ---------------------------- |
| 伊那藤沢 | いなふじさわ | 高遠本線既設停車場           | 高遠本線既設停車場           |
| 松倉     | まつくら     | 長野県上伊那郡高遠町大字藤沢 | 1960年（昭和35年）9月1日開業 |

| 駅名     | 訓           | 所在地                       | 備考                                                              |
| -------- | ------------ | ---------------------------- | ----------------------------------------------------------------- |
| 栗幅     | くりはば     | 高遠本線既設停車場           | 高遠本線既設停車場、1969年（昭和44年）3月11日より同区間に含まない |
| 関屋橋   | せきやばし   | 長野県上伊那郡高遠町大字長藤 | 1969年（昭和44年）3月11日起点変更                                 |
| 板山     | いたやま     | 長野県上伊那郡高遠町大字長藤 | 1961年（昭和36年）8月21日開業                                     |
| 竹の上   | たけのうえ   | 長野県上伊那郡高遠町大字山室 | 1961年（昭和36年）8月21日開業                                     |
| 伊那宮原 | いなみやはら | 伊那里線既設停車場           | 伊那里線既設停車場                                                |

| 駅名 | 訓       | 所在地               | 備考                          |
| ---- | -------- | -------------------- | ----------------------------- |
| 美篶 | みすず   | 高遠本線既設停車場   | 高遠本線既設停車場            |
| 蟹沢 | かにざわ | 長野県伊那市手良野口 | 1954年（昭和29年）5月27日開業 |

| 駅名       | 訓                 | 所在地                         | 備考                                                                                           |
| ---------- | ------------------ | ------------------------------ | ---------------------------------------------------------------------------------------------- |
| 高遠本町   | たかとおほんまち   | 高遠本線既設停車場             | 高遠本線既設停車場、1985年（昭和60年）12月20日より同区間に含まない                             |
| 伊那小原   | いなおはら         | 長野県上伊那郡河南村大字小原   | 1955年（昭和30年）8月5日開業、1965年（昭和40年）9月1日廃止、1985年（昭和60年）12月20日起点変更 |
| 相生町     | あいおいちょう     | 長野県上伊那郡高遠町大字西高遠 | 1965年（昭和40年）9月1日開業                                                                   |
| 河南学校前 | かなみがっこうまえ | 長野県上伊那郡河南村大字小原   | 1957年（昭和32年）10月1日河南役場前として開業、1964年（昭和39年）5月1日改称                    |
| 伊那下山田 | いなしもやまだ     | 長野県上伊那郡河南村大字下山田 | 1955年（昭和30年）8月5日開業                                                                   |
| 金井口     | かないぐち         | 長野県上伊那郡河南村大字下山田 | 1955年（昭和30年）8月5日開業                                                                   |
| 引持       | ひきじ             | 長野県上伊那郡河南村大字上山田 | 1955年（昭和30年）8月5日開業                                                                   |
| 中新山     | なかにいやま       | 長野県伊那市大字富県           | 1955年（昭和30年）8月5日開業                                                                   |
| 上新山     | かみにいやま       | 長野県伊那市大字富県           | 1955年（昭和30年）8月5日開業                                                                   |

なお国鉄自動車線においては、昭和23年日本国有鉄道公示第359号等にみられる通り、駅の開設にあたって直接内容を公示せず、運輸公報や鉄道公報といった内部の公報にのみ詳細を記載する場合があり、高遠本線においては1957年（昭和32年）10月1日に中河原駅及び荒井駅が廃止されているが、両駅の開業日や所在地等の事項については『官報』上に記載がない。